# Ergaki
L'Ergaki (in russo Ергаки?) è un massiccio montuoso parte dei monti Saiani Occidentali, nella Siberia meridionale, in Russia.

## Descrizione

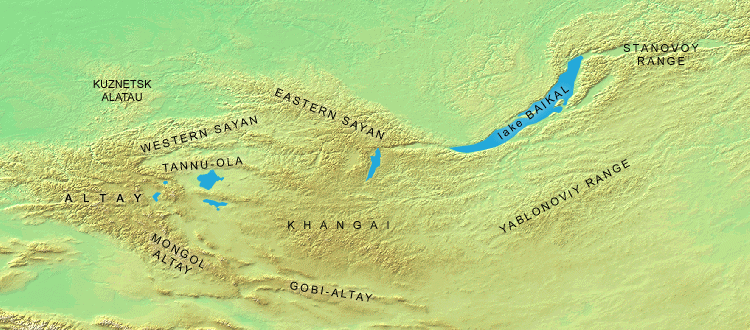
Una mappa del gruppo montuoso degli Altaj-Saiani.

L'Ergaki si trova nel territorio di Krasnojarsk, al confine tra i Rajon di Ermakovskij e Karatuzskij. Il punto più alto del massiccio è il picco Zvëzdnyj (Звёздный in russo), alto 2.100 m.
Dai rilievi dell'Ergaki hanno origine diversi corsi d'acqua: il Bol'šoj Kebež, il Bol'šoj Ključ, il Tajgiš, l'Alto Bujba e il Basso Bujba.
Per le pendici settentrionali dei monti passa la strada statale M54 (l'autostrada dello Enisej). Le principali città della zona sono Kyzyl (200 km a sud), Abakan (200 km a nord), Minusinsk (175 km a nord) e Krasnojarsk (600 km a nord). Gli insediamenti più vicini sono Tanzybei (50 km a nord) e Aradaán (30 km a sud).
Il gruppo montuoso è compreso interamente all'interno del parco naturale Ergaki.

## Galleria d'immagini

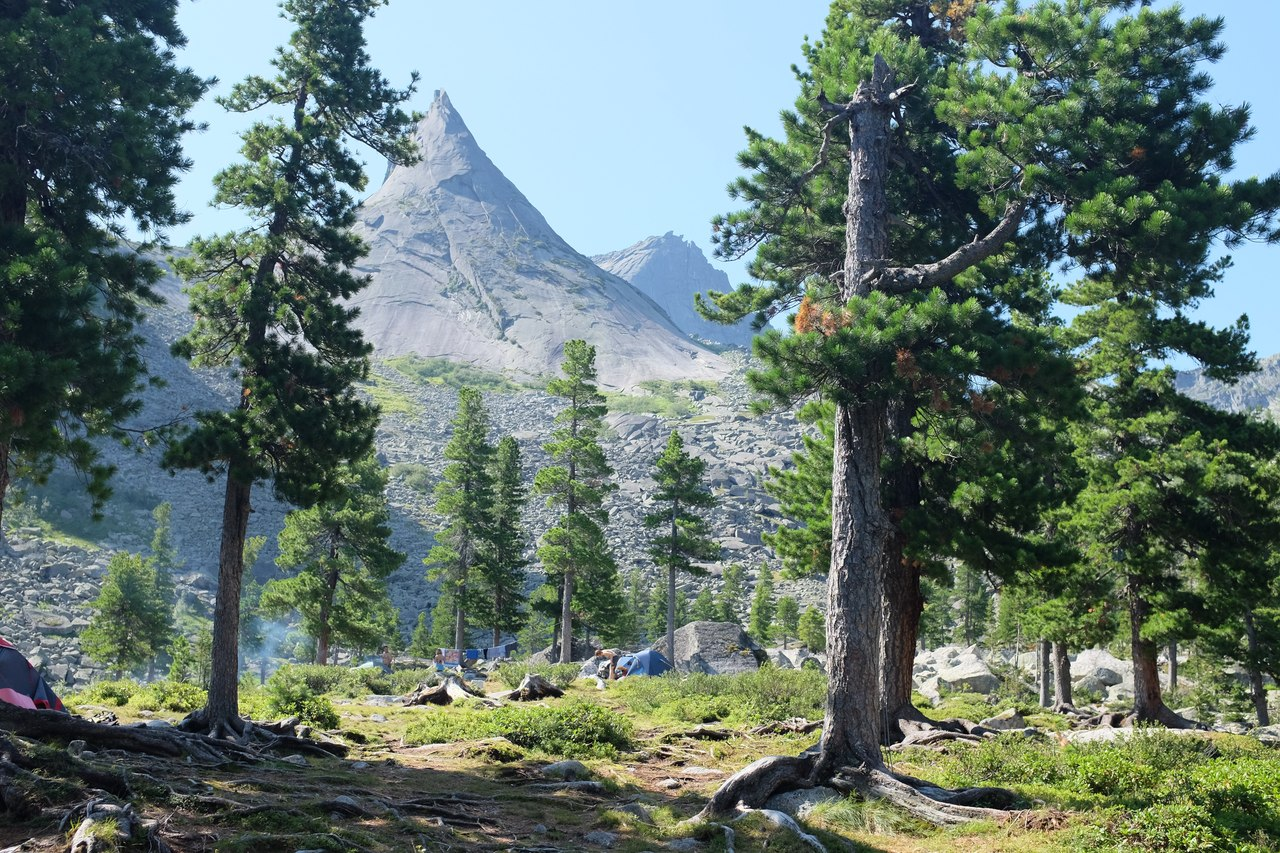
Una vista dei monti Ergaki.
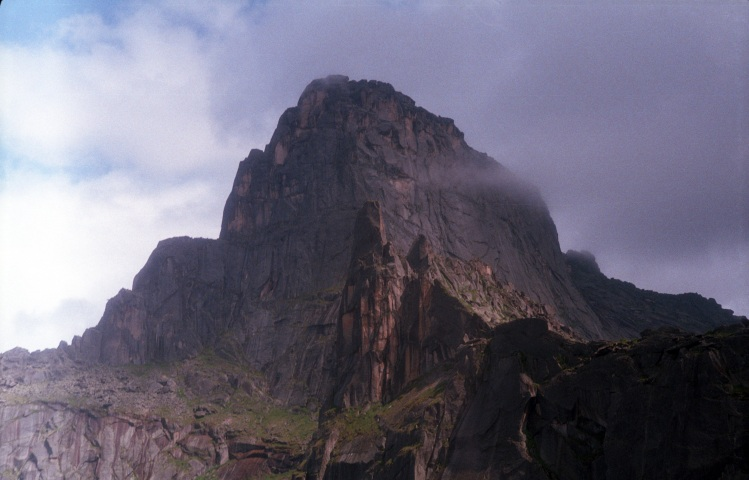
Il picco Zvëzdnyj.
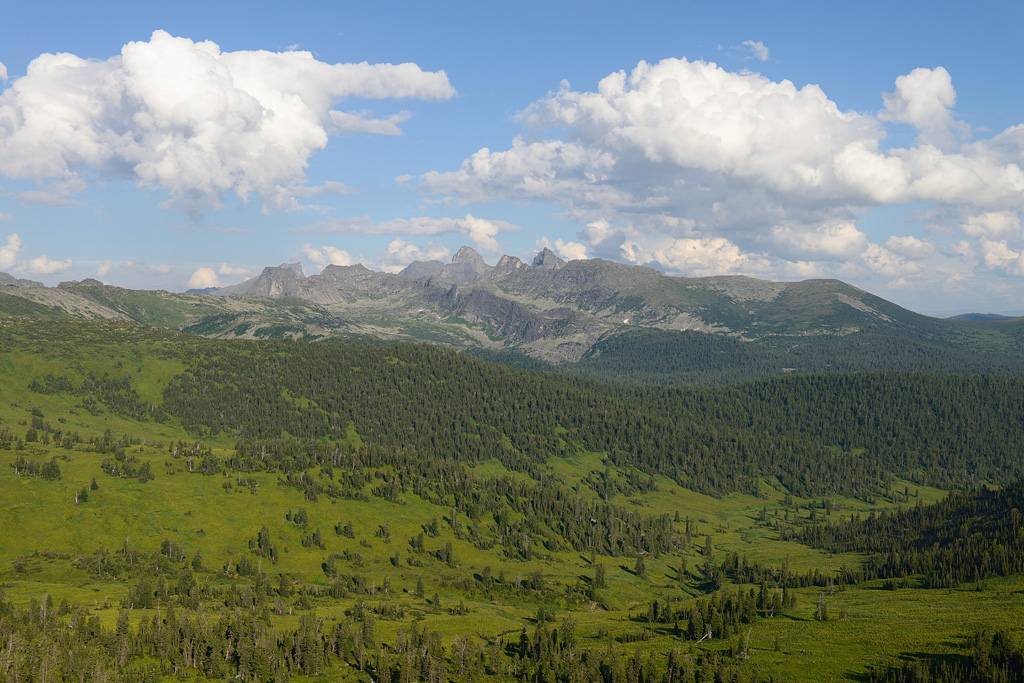
Una vista del parco Ergaki.
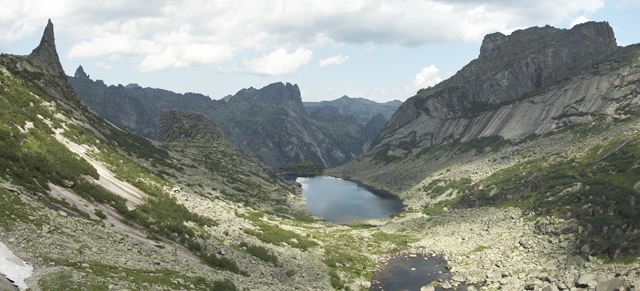
Il lago Gornych Duchov.
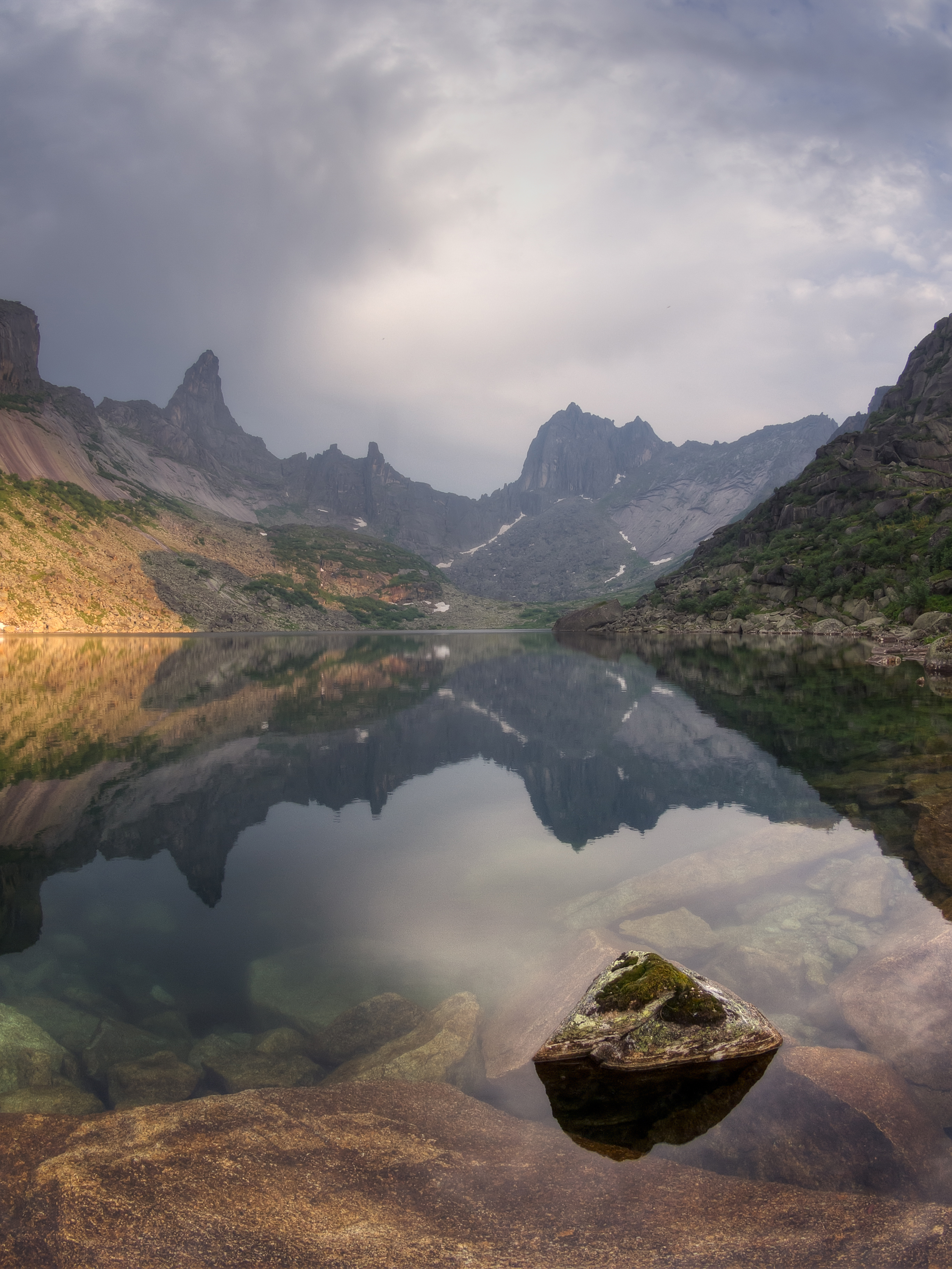
Il lago Gornych Duchov.
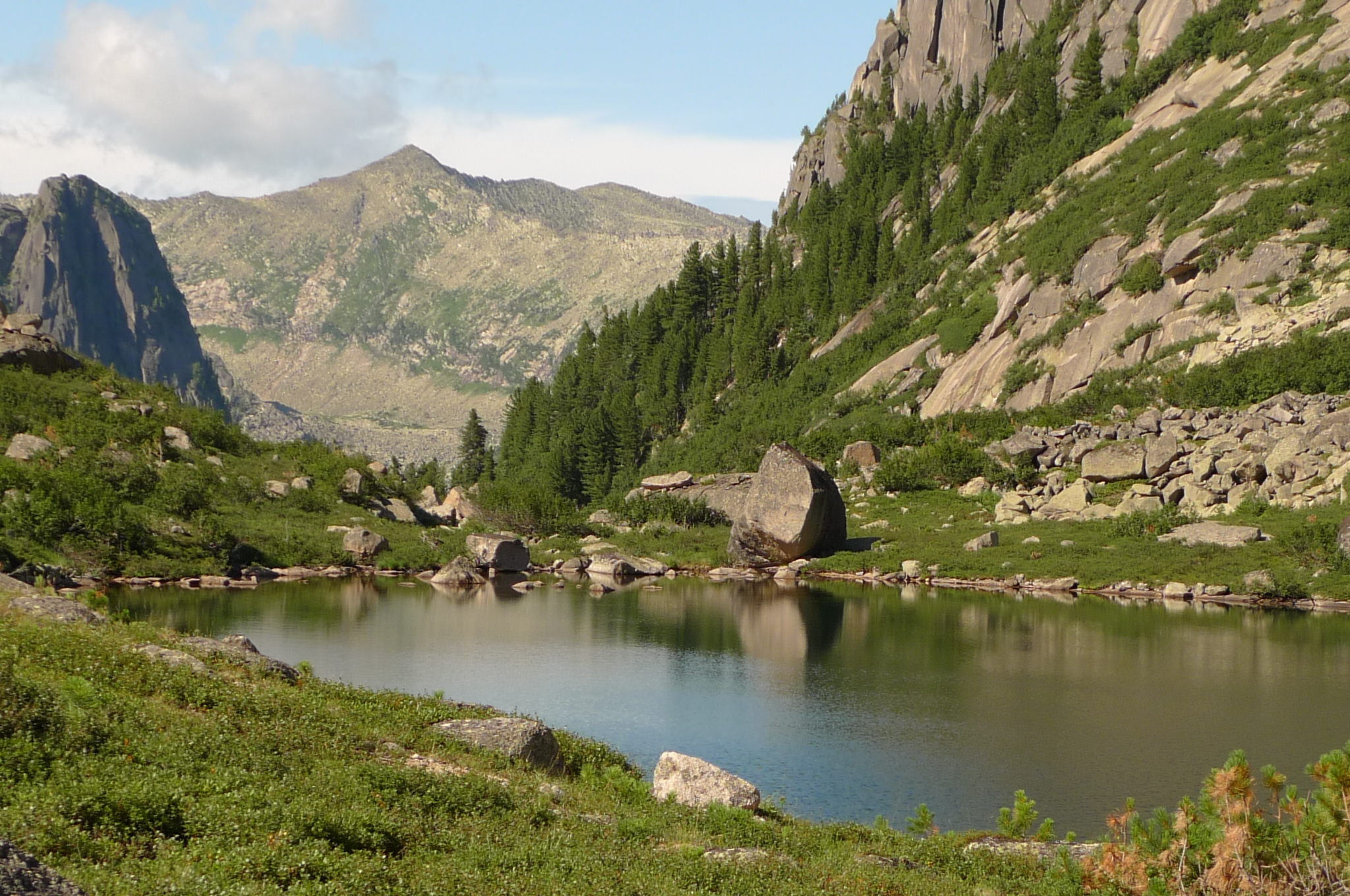
Il lago Cvetnye.